# 石川孝一
石川 孝一（いしかわ こういち、1908年2月18日 - 1978年8月24日 ）は、日本の実業家。元神鋼商事社長。

## 来歴・人物
香川県三豊郡一ノ谷村（現 観音寺市中田井町）出身。旧制香川県立三豊中学校、旧制松山高等学校を経て、東京帝国大学法学部卒業。
1934年（昭和9年）東京帝国大学卒業後、神戸製鋼所に入社。
1952年（昭和27年）10月、東京支社鉄鋼部次長在任時、鉄鋼市場視察のため、南米西欧に出張。線材製品協会を稲山嘉寛理事長の下で主宰、アルゼンチンに線材販売のため訪問する。 1954年（昭和29年）鉄鋼販売部長に昇進。
1956年（昭和31年）神鋼商事常務に就任。1966年（昭和41年）専務を経て、1970年（昭和45年）社長に昇任。
この間、1961年（昭和36年）8月、株式を大阪・東京両証券取引所第二部に上場。1968年（昭和43年）8月、株式を大阪・東京両証券取引所第一部に昇格上場。1970年9月、株式が大阪・東京両証券取引所の信用取引銘柄に選定される 。